# Bowdoin College
Bowdoin College es una universidad privada estadounidense ubicada en Brunswick (Maine). Tiene aproximadamente 1600 estudiantes. Fue fundada en 1794.
En los rankings estadounidenses, se encuentra entre las mejores universidades de la nación. Por ejemplo en el U.S. News & World Report siempre esta entre las diez mejores pequeñas universidades estadounidenses. En el año 2009 terminó en el sexto lugar en el ranking U.S. News and World Report liberal arts colleges. El periódico Newsweek describió Bowdoin en 2006 como un "New Ivy," como una de las mejores universidades de élite que no pertenecen a la Ivy League.